# 陸淵
陸淵（1435年—？），字子澄，浙江紹興府餘姚縣人，民籍。明朝政治人物。進士出身。

## 生平
浙江鄉試第四名。成化八年（1472年）壬辰科會試第二百二十七名，殿試登進士第三甲第七十二名。

## 家族
曾祖父陸世廷。祖父陸可恒。父亲陸友智。